# Historia de la Società Sportiva Calcio Napoli
La Società Sportiva Calcio Napoli, normalmente llamada Napoli, es el club más exitoso del sur de Italia y es también uno de los equipos de mayor éxito de la historia del país.[cita requerida]
El Napoli ha pasado gran parte de su historia en la Serie A (categoría actual del club), y se hizo famoso principalmente a partir de la década de los 80, con la llegada del argentino Diego Armando Maradona. Durante el periodo en que el club contó con Maradona, conquistaron tres veces el scudetto, una vez la Copa Italia, una vez la Copa de la UEFA y una vez también la Supercopa

## Naples Football Club
Los orígenes del fútbol en Nápoles se remontan al año 1904, cuando de la mano del inglés James Poths, empleado de una agencia marítima de la ciudad, y del ingeniero napolitano Emilio Anatra, se funda el Naples Foot-Ball & Cricket Club, el primer equipo de Nápoles. En 1906 cambia su nombre a Naples Foot-Ball Club.
En 1912, la parte napolitana del club se divide de la inglesa y nace la Unione Sportiva Internazionale Napoli. A partir de este momento comenzó una rivalidad futbolística en la ciudad. Compitieron entre ellos en la sección de Campania del Campeonato 1912 a 1913, con victoria del Naples, antes de perder la siguiente ronda con la Lazio. La temporada siguiente, la situación se revirtió con Internazionale Napoli venciendo a Naples, antes de perder con la Lazio en la siguiente ronda. Esta rivalidad continúa en su tercera temporada en el Campeonato de 1915, pero después de la primera etapa (ganada por Internazionale 3-0), se suspendería la competición a causa de la Primera Guerra Mundial. En 1922, por problemas financieros, los equipos se ven obligados a unirse de nuevo y se llaman Foot-Ball Club Internazionale-Naples, más conocido como FBC Internaples.
El 1 de agosto de 1926 la asamblea de socios del Internaples decide cambiar el nombre de la sociedad, constituyendo la Associazione Calcio Napoli. Giorgio Ascarelli, un joven industrial napolitano ya presidente del Internaples, obtiene el cargo de primer presidente de la historia del club.

## Años 1930
La temporada 1929-30, es muy exitosa para el club napolitano, que finaliza quinto venciendo a rivales difíciles. Sallustro y Marcello Mihalic son convocados por la Selección Italiana de Fútbol. La temporada 1932-33 luchan por el título, principalmente gracias a los goles de Sallustro (19) y Vojak (22), y terminan terceros con los mismos puntos que Bologna, pero por diferencia de gol no lograrían clasificar a la Copa de Europa Central. La temporada 1933-34 también finalizan en tercer lugar, y logran clasificarse a la Copa de Europa Central, la competición de fútbol más importante de la época. La siguiente temporada Napoli finaliza séptimo en la liga. En la temporada 1935-36, termina octavo. En la temporada 1936-37 Salustro es vendido a la Salernitana. Por los problemas del Napoli con el descenso, Lauro decide comprar varios jugadores, y terminan la temporada 1938-39 en quinto puesto. La temporada siguiente sería decepcionante, luchando por la permanencia y logra mantener la categoría gracias a una mejor diferencia de goles respecto al Liguria.

## Años 1940
En la temporada 1940-41 Napoli termina 7.° igualado con Torino. La siguiente temporada es muy complicada ya que desciende tras terminar 15.° en el campeonato. La temporada 1942-43 en Serie B termina tercero, pero el resultado no es suficiente para ascender. Mientras tanto el estadio "Stadio Vesuvio", se convierte en el nuevo estadio de Napoli.
El equipo cesa sus actividades durante la Segunda Guerra Mundial, en el año 1943. Al año siguiente son fundados dos equipos; la Società Sportiva Napoli y la Società Polisportiva Napoli, que se unen poco después en la Associazione Polisportiva Napoli. En el año 1947 se vuelve a la denominación de A.C. Napoli.

## Años 1950
De vuelta en la Serie A, antes de la temporada 1950-1951 se refuerza con Amedeo Amadei, quien juega para el Napoli durante seis temporadas y anota un total de cuarenta y siete goles. En dos temporadas consecutivamente Nápoli terminó sexto en la tabla de posiciones. El presidente Lauro, para la temporada 1952-1953, adquiere del Atalanta al sueco Hasse Jeppson.
Jeppson es puesto en exhibición en la Copa del Mundo 1950, celebrada en Brasil. Parecía destinado a ir al Inter, pero por la suma estratosférica de ciento cinco millones de liras fue contratado por el Nápoli, donde jugó cuatro campeonatos. La enorme suma pagada por su compra lleva a los aficionados a ponerle el apodo de "o un banco"  y Napule. Otro gran jugador azurro de aquellos tiempos fue Bruno Pesaola, que posteriormente será DT del equipo.
Hasse Jeppson, rápidamente se convierte en el principal goleador del equipo napolitano. En tres años consecutivos, el Nápoles termina cuarto (1952-1953), quinto (1953-1954) y sexto (1954-1955). El resto de la década es de idas y vueltas, su mejor actuación un cuarto puesto delante de los equipos de Roma y Milán. El 6 de diciembre de 1959 marca el comienzo del nuevo estadio de Napoli, el San Paolo, en el partido que enfrenta a los azurri ante la Juventus, que termina con la victoria del Napoli 2-1.

## Años 1960

### El descenso
En 1960 cuando Vinicio pone fin a su carrera, Napoli decide cederlo al Bologna, donde gana la Copa Mitropa. Al parecer Vinicio logra "desmentir" su supuesta decadencia al ser el máximo goleador seis años después con Vicenza.
En la temporada 1960-1961 después de un buen comienzo, 8 puntos en 5 partidos, Napoli se derrumba y desciende a la Serie B.

### La 1° Copa Italia
Para volver a la máxima categoría, se logra armar un nuevo Napoli. A pesar de eso, Napoli comienza muy mal la primera ronda, termina último y con el peligro de descender a la Serie C. Es entonces cuando cambia de DT llegando al equipo Bruno Pesaola, exjugador de Napoli, quien logra levantar al equipo y llevarlo al ascenso.
La temporada finaliza con la conquista triunfal de la Copa de Italia y derrota a SPAL en la final. Napoli se fue al frente con Gianni Corelli a 12.º, el SPAL empata con Micheli a los 15 º. A los 79 º Ronzon Pierluigi pone el resultado final, y le da el primer título de los azzurri en su historia. El Napoli sigue siendo el único equipo en la historia del fútbol italiano que ha ganado la Copa de Italia participando en la Serie B.
Los partidos de Napoli en la Copa Italia fueron los siguientes:
Primera fase: Napoli 1 - 1 Alessandria (6-5 p)
Segunda fase: Napoli 0 - 0 Sampdoria (7-6 p)
Octavos de Final: Torino 0 - 2 Napoli
Cuartos de Final: Roma 0 - 1 Napoli
Semifinal: Napoli 2 - 1 Mantova
Final: Napoli 2 - 1 SPAL

### Serie B
La temporada 1962-63, fue muy mala para el club, quedó eliminado en su debut en una competición UEFA (Recopa de Europa), pero además descendió de categoría tras quedar 16° en la liga italiana.
En la siguiente temporada, bajo la dirección de Roberto Lerici, no obtuvo éxitos. No sirvió para nada reemplazar el DT, al final sólo fue octavo. El 25 de junio de 1964, el equipo cambió su nombre por el de Società Sportiva Calcio Napoli, que todavía mantiene.
Para la temporada 1964-65 Pesaola regresó a la banca, el entrenador campeón de la Copa de Italia. La temporada fue satisfactoria para Napoli, que cumplió con su objetivo inicial de ascender a la máxima categoría italiana.

### Sivori, Altafini y la Copa de los Alpes
Para construir un buen equipo en la liga, durante 1965-1966 compra a Omar Sívori de la Juventus y José Altafini de Milán, por su parte comenzó a salir más seguido a la cancha Juliano, quien hizo su debut cuando el equipo todavía estaba en la Serie B. Los resultados fueron alentadores: Napoli terminó tercero en la liga, con el máximo goleador del equipo Altafini con catorce goles, mientras que en verano conquistaron la Copa de los Alpes.
En 1966-1967 el Napoli repitió los excelentes resultados del año pasado, terminó cuarto siendo Altafini goleador del equipo. Napoli también participó por primera vez en la Copa de Ferias, siendo eliminado en octavos de final por Burnley Football Club. 
En la víspera de la temporada 1967-1968 fue comprado de Mantova el portero Dino Zoff, ahora conocido como l'angelo azzurro. A pesar de la crisis económica Napoli estuvo a punto de lograr el campeonato de la Liga, siendo segundo a nueve puntos del campeón Milán.
El período de poder de Lauro finaliza en 1969, Corrado Ferlaino asumió la presidencia del equipo. En sus primeros años de liderazgo, Ferlaino no podía garantizar la posibilidad de luchar por grandes títulos en los primeros años de la presidencia durante los traspasos vendiendo jugadores valiosos como Zoff, Altafini Claudio Sala (se vende sin haber sido capaz de demostrar plenamente su capacidad, sólo un año después de su compra), y comprando jugadores de primera elección a pesar del precio, como Nielsen, Hamrin, Sormani, y Clerici.

## Años 1970

### Comienzo de década
En la temporada 1970-71, el Napoli compró al brasileño Angelo Benedicto Sormani, apodado el Pelé blanco. Sormani y Altafini forman un ataque muy sólido y los Azurri llegan a luchar por el título con el Inter y el Milan, pero al final finalizan terceros. La temporada siguiente no fue muy buena, Napoli terminó octavo del campeonato. La siguiente temporada, Luis Vinicio se convirtió en entrenador del conjunto Napolitano. Con la llegada del nuevo técnico, el equipo comenzó a invertir en la compra de nuevos jugadores de buen nivel (como Sergio Clerici y Giorgio Braglia), manteniendo a los campeones como Juliano y valorizando jóvenes talentos. Luis Vinicio quería experimentar por primera vez en Italia con el fútbol total, propuesto por los holandeses en la Copa Mundial de 1974. Los resultados fueron buenos, Napoli terminó tercero, detrás de la Juventus y Lazio.
En 1974-1975 el Napoli, siempre guiado por Vinicio, terminó a un paso de la liga. Al final de la temporada estuvo a sólo dos puntos de la Juventus, campeón del torneo. El partido decisivo es el reto en Turín, la Juventus ganó 2-1 gracias a un gol en el área del antiguo jugador napolitano Cesarini Altafini.

### La Segunda Copa Italia
En el verano de 1975, Napoli compró por dos mil millones de liras a Beppe Savoldi del Bologna. El equipo, luego del amargo segundo lugar, no lo hizo mejor en esta temporada, llegó en quinto lugar. Pero se las arregló para ganar su segunda Copa Italia venciendo por 4-0 al Hellas Verona en el Stadio Olimpico di Roma, y ganándole al Southampton FC, Napoli también ganó la Anglo-Italian League Cup.
Primera Fase:
Fase de grupos: 1.°
Cesena 0-0 Napoli
Napoli 2-1 Reggina
Napoli 4-2 Foggia
Palermo 0-3 Napoli
Segunda Fase:
Fase de grupos: 1.°
Napoli 0-0 Fiorentina
Milan 0-2 Napoli
Napoli 2-1 Sampdoria
Fiorentina 1-1 Napoli
Napoli 2-1 Milan
Sampdoria 1-1 Napoli
Final: 
Napoli 4-0 Hellas Verona
La siguiente temporada el objetivo de llegar a la final de la Recopa de Europa (del entrenador Pesaola) se derrumbó después de una derrota por 2-0 en el partido de vuelta de semifinales contra el Anderlecht, con el árbitro del partido, Matthewson, fuertemente impugnado por los Azurri. El partido de ida había terminado 1-0 a favor del Napoli con gol de Bruscolotti.
En el campeonato los napolitanos llegaron a un modesto séptimo lugar.
El resto de la década no fue muy buena, 6.°, 6.° y 11.° lugar.

## Años 1980

### Comienzo de década
En la primera temporada de la década, el Napoli pelea el título finalizando tercero a seis puntos del campeón, Juventus, logrando así clasificarse a la Copa de la UEFA. En la temporada 1981/82 vuelve a clasificar a la Copa de la UEFA, esta vez como cuarto del torneo. La siguiente temporada no fue del todo buena, Napoli finaliza 9° del torneo, queda eliminado en dieciseisavos de final de la Copa de la UEFA frente a 1. FC Kaiserslautern y fuera de la Copa Italia en cuartos de final. La temporada 1983/84 fue muy difícil ya que el equipo lucha por permanecer en la máxima categoría, finalizando 11.° a dos puntos del descenso.

### La llegada de Maradona
Como refuerzo para la temporada siguiente el equipo compra a Daniel Bertoni, campeón argentino y del mundo, mientras tanto, el Napoli se preparaba para fichar a quien se convertiría en el mejor jugador de la historia, Diego Armando Maradona.
El presidente Ferlaino, el 30 de junio de 1984 decide comprar al campeón argentino Diego Armando Maradona, campeón con Barcelona.
A pesar de eso, la temporada 1984/85 el equipo finalizó octavo; en 1985/86 clasificó para la Copa de la UEFA tras finalizar tercero en la liga.

### El 1° Scudetto y la 3° Copa Italia

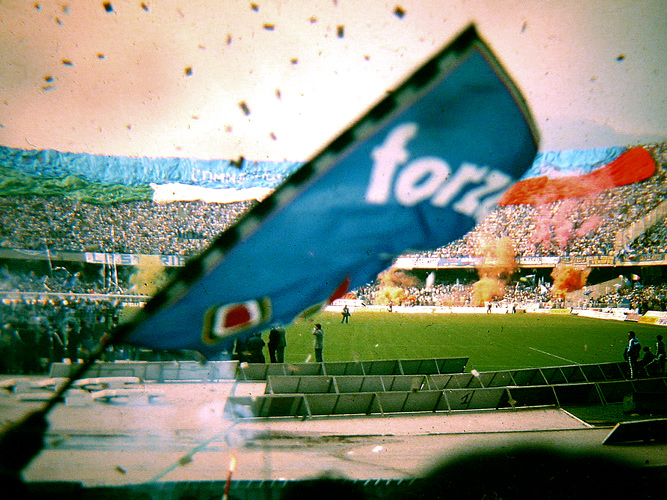
El Stadio San Paolo colmado en el 1987, año del primer scudetto de la institución.

El campeonato comenzó con una victoria 0 - 1 ante el Brescia. Al principio, los Azurri peleaban el primer lugar con la Juventus, que trataba de escaparse en la punta. El 9 de noviembre, Napoli visitó a los Turineses ganando 1 - 3 con goles de Ferrario, Giordano y Volpecina, por lo que llegó a la cima del torneo, resistiendo allí la primera ronda a pesar de los intentos del Inter por arrebatarle la posición.
Napoli inició muy bien la segunda ronda, ganando 4 partidos consecutivos y alejándose así de sus perseguidores (ahora Roma y Milan). A principios de abril, Napoli sufre una pequeña pérdida de nivel -empata con Empoli y pierde con Hellas Verona- que permite al Inter acortar distancia. La Juventus estaba muy cerca de Napoli sobre los últimos encuentros, poniéndole las cosas difíciles a los Azurri. Faltando tres fechas para el final, Napoli empata 1 - 1 con Como y el Inter pierde 1 - 0 frente a Ascoli. En este punto, Napoli necesitaba un empate para conquistar matemáticamente el Sccudeto: el 10 de mayo de 1987, en la penúltima fecha, Napoli conquistó matemáticamente su primer título nacional tras empatar 1 - 1 con la Fiorentina, consiguiendo una ventaja de 4 puntos con respecto al Milan y a la Juventus, a una fecha del final. Los Aficionados festejaron el histórico triunfo colmando las calles de la ciudad. Una de las pancartas que aparecen en la curva B dice: La storia ha voluto una data, 10 maggio de 1987 (la historia quiso una fecha, 10 de mayo de 1987).
El equipo también vence su tercer Copa Italia, ganando todos los partidos, incluyendo dos finales disputadas contra el Atalanta. La combinación Sccudeto/Copa Italia (doblete) fue un logró que solo habían podido conseguir hasta el momento el Grande Torino y la Juventus.
El equipo campeón de Italia comprende los siguientes jugadores : Garella, Bruscolotti, Ferrara, Bagni, Ferrario, Renica, Carnevale, De Napoli, Giordano, Maradona, Romano; Volpecina, Caffarelli, Sola, Muro, Bigliardi, Di Fusco, Puzone, Sola, Miano, Filardi, Celestini, Carannante; Entrenador: Ottavio Bianchi.

### Temporada 1987-88
La temporada 1987/88 comienza auspiciosamente con la llegada del brasileño Careca traído desde el São Paulo, formando la fórmula "MaGiCa" (Maradona, Giordano y Careca). Napoli gana 5 partidos de 5 jugados, comienzo excelente si no fuera por la rápida eliminación de la Copa de Europa tras caer 2 - 0 ante Real Madrid en España e igualar 1 - 1 en el San Paolo. Durante el transcurso del campeonato los Azurri parecían quedarse con el título sin problemas. Al final de la primera ronda, los napolitanos fueron los primeros en la clasificación con una puntuación de once victorias, tres empates y una derrota, al comenzar la segunda ronda, Napoli se acelera de nuevo, otras siete victorias consecutivas. Pero al final todo colapso, en las últimas 5 fechas Napoli consigue un solo punto, empatando 1 partido y perdiendo 4, incluyendo un 2 - 3 frente a AC Milan, que posiciona a los rossonero en la cima del campeonato y a los napolitanos en segundo lugar.
Al final del campeonato se provocó mucha polémica dentro del equipo, que se divide, se produce una limpieza en el equipo con la venta de jugadores.

### Copa de la UEFA
Después de lo ocurrido en la temporada 1987-88 el equipo había sufrido varios cambios, adquiere a Giuliano Giuliani, Luca Fusi, y al centrocampista brasileño Alemão, compañero de Careca en la Selección, que llega desde el Atlético Madrid.
La temporada 1988-89 fue algo satisfactoria para el Napoli, venciendo 5-3 a la Juventus en Turin (última azurri en casa de la Juventus hasta el 31 de octubre de 2009), 4-1 al Milan y goleando 8-2 al Pescara. También llegan a la final de la Copa Italia, que pierden frente a la Sampdoria. El scudetto sin embargo se fue para el Inter, que tenía en ese entonces a uno de los mejores equipos neroazurros de la historia. Desde un principio el campeonato fue monopolizado por los neroazurri y los otros equipos más fuertes se preocuparon más en las competiciones europeas.
En la Copa de la UEFA, los Azurri eliminaban sin problemas aparentes a sus primeros rivales, primero PAOK FC 2-1 global, Lokomotive Leipzig 3-1 global y Girondins de Bordeaux 1-0 en octavos. Pero a partir de este encuentro aparecerían rivales más poderosos, Juventus en cuartos de final, en la ida pierden 0-2 pero en Nápoles revierten el resultado con un gol de Renica en tiempo extra (3-0). En semifinales se enfrentaron al Bayern München a quien derrotan 2-0 en el San Paolo con goles de Careca y Carnavale, 2-2 en el partido de vuelta en Alemania con un doblete de Careca. En la final lo esperaba otro equipo alemán, VfB Stuttgart de Jürgen Klinsmann.
La final se disputó a doble partido. El primer partido disputado en el Sao Paolo, comienza mal para los Napolitanos, que reciben un gol de un exjugador de napoli, Maurizio Gaudino, pero Napoli busca el resultado y con goles de Maradona primero y Careca después consiguen adelantarse y terminar 2-1. El regreso a Stuttgart, con más de 30.000 aficionados de Napoli a cuestas, fue un agónico empate, Alemão pone el 1-0, rápidamente Klinsmann pone el 1-1 pero los goles de Ciro Ferrara y Careca adelantan a los napolitanos. Un gol en contra de De Napoli y otro gol de O. Schmaler en el minuto 89 ponen las cosas difíciles. A pesar de todo, el 3-3 es el resultado final y Napoli se consagra campeón de la Copa de la UEFA, su primer título internacional.

## Años 1990

### El Segundo Scudetto
La temporada 1989/90 comenzó con una controversial noticia: Ottavio Bianchi salió de la banca azurri, reemplazado por Albertino Bigon. Maradona prolongó su estadía en Argentina, y no regresó a tiempo para jugar el primer partido del campeonato. Regresó al equipo el 17 de septiembre de 1989, la quinta fecha de la temporada frente a la Fiorentina en San Paolo. El equipo adquirió mientras tanto, a nuevos jugadores como Massimo Mauro de la Juventus y el joven Gianfranco Zola.
El campeonato tuvo resultados magníficos, 16 partidos como invicto en los primeros 16 encuentros del campeonato. La primera derrota llegó recién en el último partido de la primera mitad, 0-3 en casa de la Lazio. Luego tuvo una pérdida de nivel, perdió en San Siro frente al Milan por 3-0, perdiendo la punta, dos semanas después volvió a perder en el San Siro pero ante el Inter. Muchos empezaron a temer el regreso de los "fantasmas" de 1988, pero el Napoli recuperó la punta rápidamente (Milan perdió en Turín ante la Juventus  y Napoli empató ante el Lecce), pero luego fue golpeado por la Sampdoria (2-1 a 90 º ) mientras que Milan pierde el derby ante el Inter.
Cuando el campeonato parece tener fin favorable al Milan, sucede el famoso caso de una moneda de Bérgamo: el partido 0-0 entre Atalanta y Napoli, una moneda lanzada por un hincha neroazurro golpea en la cabeza Alemão de Napoli, lo que lo obligó a abandonar el campo. El juez le dio a la mesa de los deportes en el Napoli 2-0, mientras que el AC Milan, fue detenido por Bologna 0-0, y se logró así la punta compartida a tres fechas del final. En la penúltima fecha, logra ser único puntero: el AC Milan pierde con Hellas Verona por 2-1 y Napoli vence 4-2 al Bologna. En la última fecha, en el San Paolo contra la Lazio, Napoli sólo necesitaba un empate para ser campeón de Italia: Marco Baroni convierte un rápido gol a los 7 minutos del primer tiempo y sella el partido dándole así su segundo Scudetto a los Partenopei.

### La Supercopa
La temporada 1990-91 comenzó de buena forma tras ganar la Supercopa de Italia al vencer 5-1 a la Juventus. La liga sin embargo, fue algo decepcionante, el equipo terminó 7° luego de haber sido campeones de la última temporada. No pudo ganarle a sus rivales del norte (Juventus, Inter y Milán) y tampoco al AS Roma, con quien disputa el derby del sole. El 17 de marzo de 1991, por la fecha 25.ª, el Napoli le ganó por 1:0 al Bari con gol de Gianfranco Zola. Tras el partido Maradona fue elegido para el control antidopaje, que finalmente daría positivo por cocaína. La Federación italiana le impuso una sanción que lo alejaría de los estadios durante quince meses, sanción que fue ratificada por el Comité de Apelación. En 1991, después de lo ocurrido, Maradona se fue de Napoli, y el equipo entró en una lenta pero constante decadencia.
En cuanto a la Copa de Europa, Napoli comenzó de muy buena forma, venció 5-0 global al Újpest FC por la primera ronda de la competición. Sin embargo, luego de un doble 0-0, quedó eliminado por penales contra el Spartak de Moscú. En la Copa Italia quedó afuera en semifinales contra la Sampdoria, ganó 1-0 en casa y perdió 0-2 de visitante.

### Los años de crisis
Inicialmente, con el nuevo entrenador Claudio Ranieri, y gracias al aporte de jugadores como Zola, Ferrara, Careca y el recién llegado Laurent Blanc, Napoli termina 4° en el campeonato.

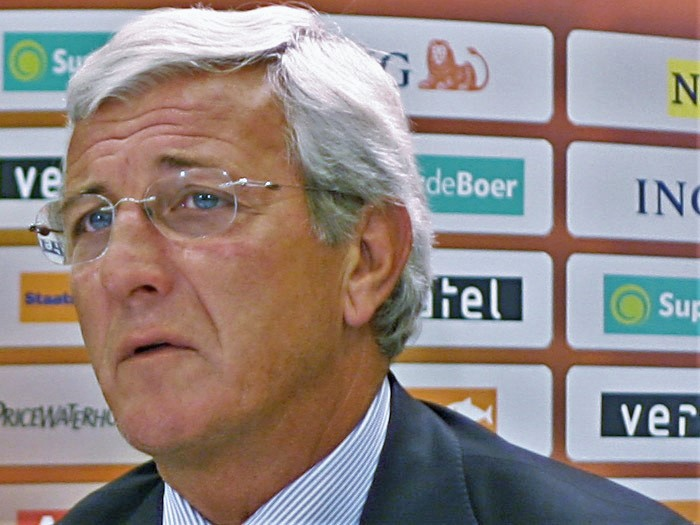
Marcelo Lippi, entrenador de Napoli en la temporada 1993/94

La siguiente temporada, Napoli compra jugadores como Daniel Fonseca y Roberto Policano. En la Copa de la UEFA logran eliminar primero 6-1 global al Valencia con 6 goles de Fonseca. Pero en la siguiente ronda los elimina París Saint Germain. En la liga, comienzan a perder ritmo y terminan en un 11° puesto. La próxima temporada, Marcello Lippi se convierte en el nuevo entrenador de Napoli. Grandes jugadores como Zola y Careca abandonan el equipo, mientras que jóvenes promesas como Fabio Cannavaro y Fabio Pecchia comenzaron a ganar protagonismo. Al final, fue un campeonato regular, el equipo termina 6° siendo lo más importante una victoria ante el campeón nacional y de Europa AC Milan por 1-0. Napoli logra también, sobre el final, clasificar a la Copa de la UEFA. Para la temporada 1994-95, Lippi deja de ser DT de Napoli y se va a la Juventus. También abandona el club el capitán Ciro Ferrara. El nuevo director técnico fue Vincenzo Guerini, pero su tiempo en la banca azzurri fue corto, ya que después de perder 5-1 contra la Lazio fue destituido de su cargo. El nuevo entrenador Vujadin Boškov logra rescatar un 7° puesto finalizando a 1 punto de la clasificación a la Copa de la UEFA. La temporada 1995-96 fue el comienzo de un periodo decadente, Napoli pelea los puestos de descenso, salvándose de él a 3 fechas del final. La siguiente temporada, ya con Gigi Simoni como entrenador, comienza de forma excelente, la primera mitad ve a los partenopei igualando la cima con la Juventus y Vicenza. A pesar de eso, Napoli decae en la segunda rueda y termina 12 del torneo, luego de esto Simoni fue sustituido por Vincenzo Montefusco. De todas formas, logra llegar a la final de la Copa Italia eliminando a Monza, Pescara, Lazio e Inter. La final fue contra Vicenza, en el primer partido en el San Paolo, Napoli se impone por 1-0. En el partido de vuelta, los azzurri pierden 1-0 por lo que hubo tiempo suplementario. A tres minutos de la tanda de penaltis, Vicenza logra convertir el gol del 2-1 coronándose campeón de la Copa Italia y clasificándose así a la Recopa de Europa.

### El descenso
Lo que estaba amenazando al equipo en las últimas temporadas se concretó en la 1997-98. A pesar de la compra de jugadores como Igor Protti —máximo goleador de la Serie A 1995-1996— y el gran cambio de entrenadores, Napoli no logra evitar el descenso, después de 32 años consecutivos en la A. Solo logra hacer 14 puntos en todo el campeonato (la peor campaña de la historia de Napoli en Serie A).
El primer año en la Serie B (Italia) fue todavía peor, el equipo dirigido por Renzo Ulivieri no logra ascender a la máxima categoría e incluso no logra pelear por un puesto en la promoción. Napoli finaliza en la mitad de la tabla.

## Años 2000

### Ascenso y rápido Descenso
La temporada 1999-2000 Napoli consigue volver a la máxima categoría, gracias a la gestión eficaz del nuevo entrenador Walter Novellino y un excelente rendimiento de Stefan Schwoch, que con 22 goles a favor igualó el récord de goles marcados en una temporada con la camisa azurri de Antonio Vojak. Ese año, el Napoli tuvo jugadores muy prometedores, como Massimo Oddo, Matuzalem, Stellone Roberto y Luciano Galletti.
A pesar de los méritos y el afecto de los aficionados, los dos personajes principales del ascenso (Schwoch y Novellino) no continuaron en el club: el técnico fue a Piacenza, mientras que el delantero fue vendido al Torino. El Napoli estuvo a cargo del técnico bohemio Zdeněk Zeman, despedido después de seis juegos y se sustituye por Emiliano Mondonico. A pesar de algunas victorias de prestigio (6-2 a Reggina por 2-1 en casa del campeón de Italia Lazio y 1-0 al Inter) y la presencia en el equipo de jugadores como Edmundo, Amauri (ambos llegaron en el mercado de enero), Matuzalem, Marek Jankulovski, Nicola Amoruso y Claudio Bellucci, Napoli no pudo evitar un inmediato descenso a la Serie B.
Para la siguiente temporada en la Serie B, Napoli era favorito para lograr la promoción a la máxima categoría. Cambio de entrenador y luchó hasta la última fecha para lograr el ansiado ascenso, pero luego de empatar un decisivo partido contra la Reggina, Napoli termina 5° rozando la promoción. La próxima temporada todo cambio para peor. Con la llegada del entrenador Franco Colomba el equipo tuvo un mediocre rendimiento. Colomba fue sustituido y el equipo tuvo una leve mejora, que fue temporal ya que el ritmo volvió a decaer. Napoli evita el descenso a la Serie C en la última fecha del campeonato. La temporada 2003-04 también fue mala, Napoli, por problemas financieros, no puede fortalecer la plantilla y termina 14° en el campeonato.

### Desaparición y Renacimiento
La crisis financiera se incrementa y en verano de 2004 el equipo pierde el título deportivo. En agosto de ese mismo año, por obra del productor cinematográfico Aurelio De Laurentiis que aportó 40 millones de euros, Napoli recupera el título deportivo y nace el club Napoli Soccer. 
El equipo participa en la temporada 2004-05 de Serie C, donde logra terminar tercero. Sin embargo, pierde los play-off contra el Avellino, empatando 0-0 de local y perdiendo 2-1 de visitante.

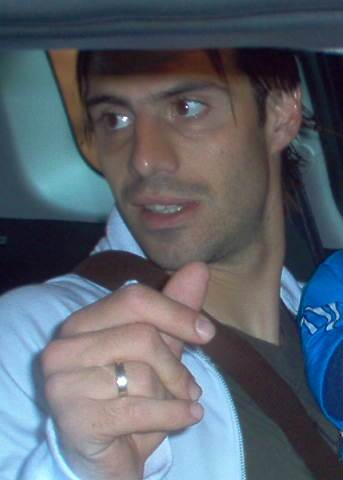
Emanuele Calaiò, una de las estrellas del Napoli Campeón de Serie C1

La temporada 2005-06 en Serie C, Napoli compra jugadores como Gennaro Iezzo, Rubén Maldonado, Emanuele Calaiò (que marca 18 goles) y Mariano Bogliacino con los que logra hacer una gran temporada tanto en la Serie C1 como en la Copa Italia (de la que queda eliminada en cuartos de final frente a la Roma). En la Serie C1 logra ser puntero y mantener un buen nivel toda la temporada. Al final, Napoli se consagra campeón de la Serie C1 y por consecuente logra el ascenso a la Serie B. El equipo participa también, de la Supercopa de Serie C, que pierde contra Spezia (0-0 ida y 1-1 en el San Paolo).
En la temporada 2006/07 el Napoli jugó la Copa de Italia superando al Frosinone por 3:1, al Ascoli 1:0 (después del tiempo reglamentario) y a la Juventus. Ese partido terminó empatado 3 a 3 en el Stadio San Paolo, posteriormente el Napoli ganó la tanda de penales clasificado a los octavos de final. Pero en esa instancia, los azzurri fueron eliminados por el Parma: habían ganado 1:0 de local pero de visitante perdieron 3:1. El Napoli comenzó la temporada con una contundente victoria por 4:2 contra el Treviso y durante todo el comienzo del campeonato se mantuvo entre los dos primeros lugares con la Juventus, descendida a la segunda división italiana por el escándalo "Calciopoli". Sin embargo, el 10 de abril de 2007 al perder contra los bianconeri por 2:0, el Genoa logró superar al Napoli en cantidad de puntos; desde entonces se produjo una lucha entre estas dos escuadras por lograr el segundo puesto, o sea el ascenso a la Serie A. En la Serie B solo los dos primeros ascienden directo: del tercero al sexto van a un repechaje llamado play-off, donde uno de los cuatro equipos asciende, a excepción de que el tercero saque una diferencia de diez puntos con respecto al cuarto.
Por ironía del destino, el Napoli cerró el campeonato contra el mismo Genoa de visitante el 10 de junio. Este partido era crucial tanto para los dos equipos enfrentados, como también para todos los otros que esperen resultados favorables para que se jueguen los play-off. El Napoli debía empatar al menos para ascender a la A. En cambio si perdía, dependía de que el Piacenza no ganare contra la Triestina para lograr el esperado objetivo. Al finalizar el primer tiempo, el Napoli y el Genoa empataban 0:0, aunque los dos habían tenido varias oportunidades para abrir el marcador. Pero el Piacenza le ganaba 1:0 a la Triestina, esto ascendía al Napoli pero no al Genoa; Durante el segundo tiempo ni el Napoli ni el Genoa pudieron marcar un gol. También la partida del Piacenza mantenía su resultado, pero a quince minutos del final, un gol de la Triestina le dio el preciado ascenso tanto al Napoli como al Genoa. Al término del partido de Piacenza todo el estadio explotó de alegría, muchos entraron al campo de juego aunque todavía faltaba un minuto de juego, pero ya los dos equipos habían ascendido y el partido no se dio por finalizado. Tanto en Nápoles como en Génova se festejó la promoción a la máxima categoría del fútbol italiano. Los azzurri finalizaron el campeonato en segundo lugar con 79 puntos, con 6 menos que la Juventus y con uno más que el Genoa.

### El regreso a la Serie A

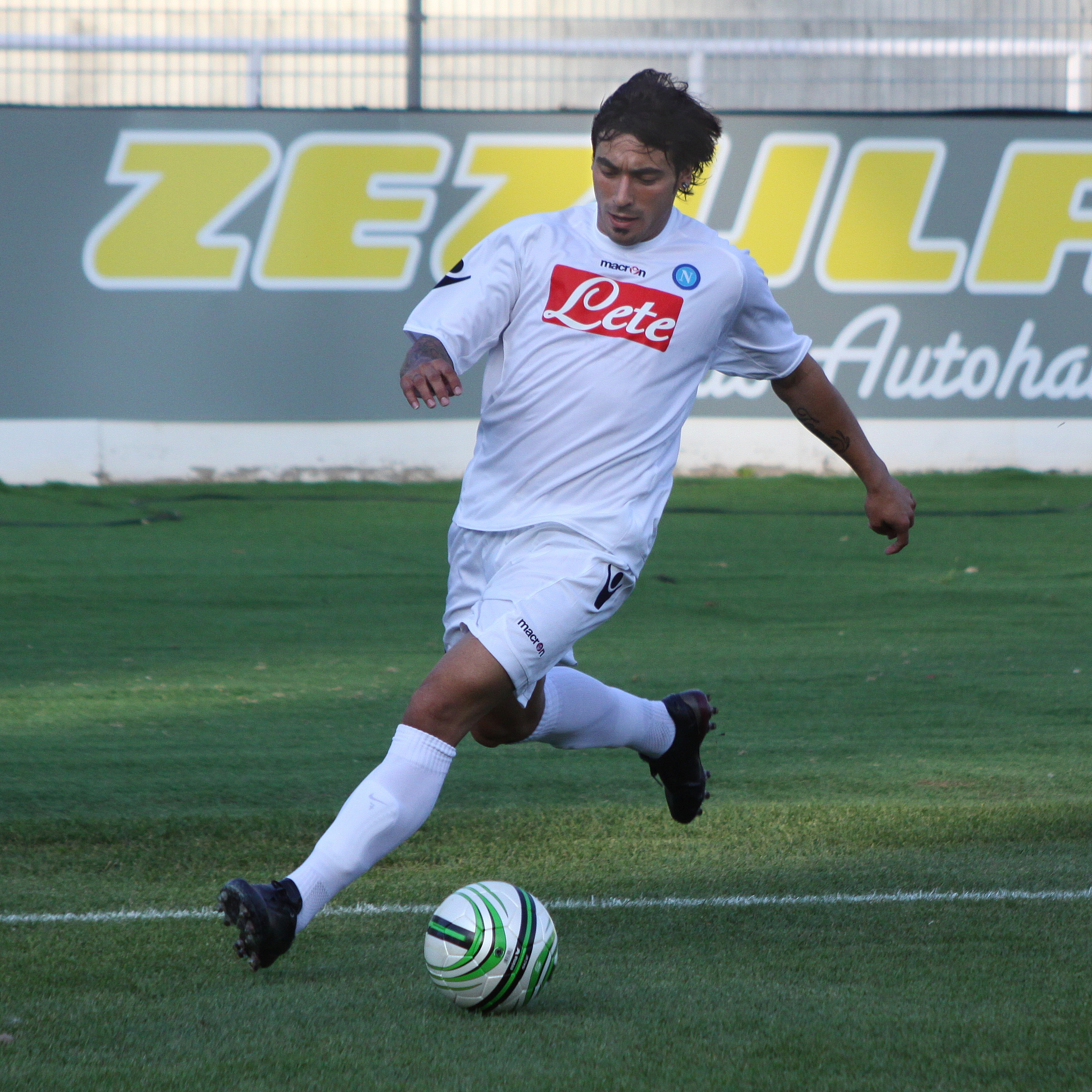
Ezequiel Lavezzi.

Para el regreso a la máxima categoría, el Napoli compró al eslovaco Hamšík, al argentino Lavezzi, a los uruguayos Gargano y Zalayeta y a los italianos Contini y Blasi. El Napoli comenzó la Copa Italia 2007/08 con una victoria 4:0 contra el Cesena. En la siguiente ronda venció 3:1 contra el Pisa gracias a la tripleta de Lavezzi y en la tercera fase ganó al Livorno por penales después de un empate 1:1. Fue eliminado en los octavos de final por la Lazio (2:1 en Roma y 1:1 en Nápoles). El primer partido de la liga fue una derrota de local contra el Cagliari por 2:0, rompiéndose la racha de casi 3 años sin derrotas en el San Paolo. Pero en la segunda jornada el Napoli sorprendió a todos con una goleada 5:0 de visitante contra el Udinese. Durante el transcurso del torneo se mantuvo en mitad de tabla. Los partidos más significativos de la temporada fueron el empate de visitante contra Roma 4:4, y las victorias en el Stadio San Paolo contra Juventus 3:1, Inter 1:0, Fiorentina 2:0 y ante el Milan 3:1. A pesar de ser derrotado en la última jornada contra la Lazio 2:1, finalizó en octavo lugar, logrando su pase a la Copa Intertoto.
Gracias a las victorias contra el Panionios griego en Intertoto (1:0 en Atenas y en Nápoles) y frente a los albaneses del Vllaznia en la segunda fase clasificatoria de la Copa de la UEFA (3:0 de visitante, 5:0 de local), el conjunto partenopeo pasó a la Primera ronda de esta competición, donde fue eliminado por el Benfica (3:2 de local, 0:2 en Lisboa). En la primera vuelta del campeonato 2008/09, el Napoli obtuvo óptimos resultados, alcanzando la cima de la tabla en octubre y finalizando en el cuarto puesto. Sin embargo, en enero empezó una racha negativa de tres meses y medio sin victorias, que llevó al cese de Reja como técnico; fue contactado Roberto Donadoni, que firmó un contrato de 3 años. El equipo finalizó el campeonato en duodécimo lugar, con 46 puntos. En Copa Italia fue eliminado en los cuartos de final por la Juventus, en la tanda de los penaltis.

## Años 2010

### La vuelta a la Champions y la cuarta Copa de Italia
Durante el verano el conjunto de la ciudad del Golfo contrató a Quagliarella, Cigarini, De Sanctis, al argentino Campagnaro,
 al colombiano Zúñiga y al austriaco Hoffer. El 8 de agosto  de 2009 se impuso por 1:0 al West Ham en el Upton Park, conquistando el trofeo dedicado a Bobby Moore. La temporada oficial comenzó el 16 de agosto, con una victoria por 3:0 ante la Salernitana en la tercera ronda de la Copa de Italia.

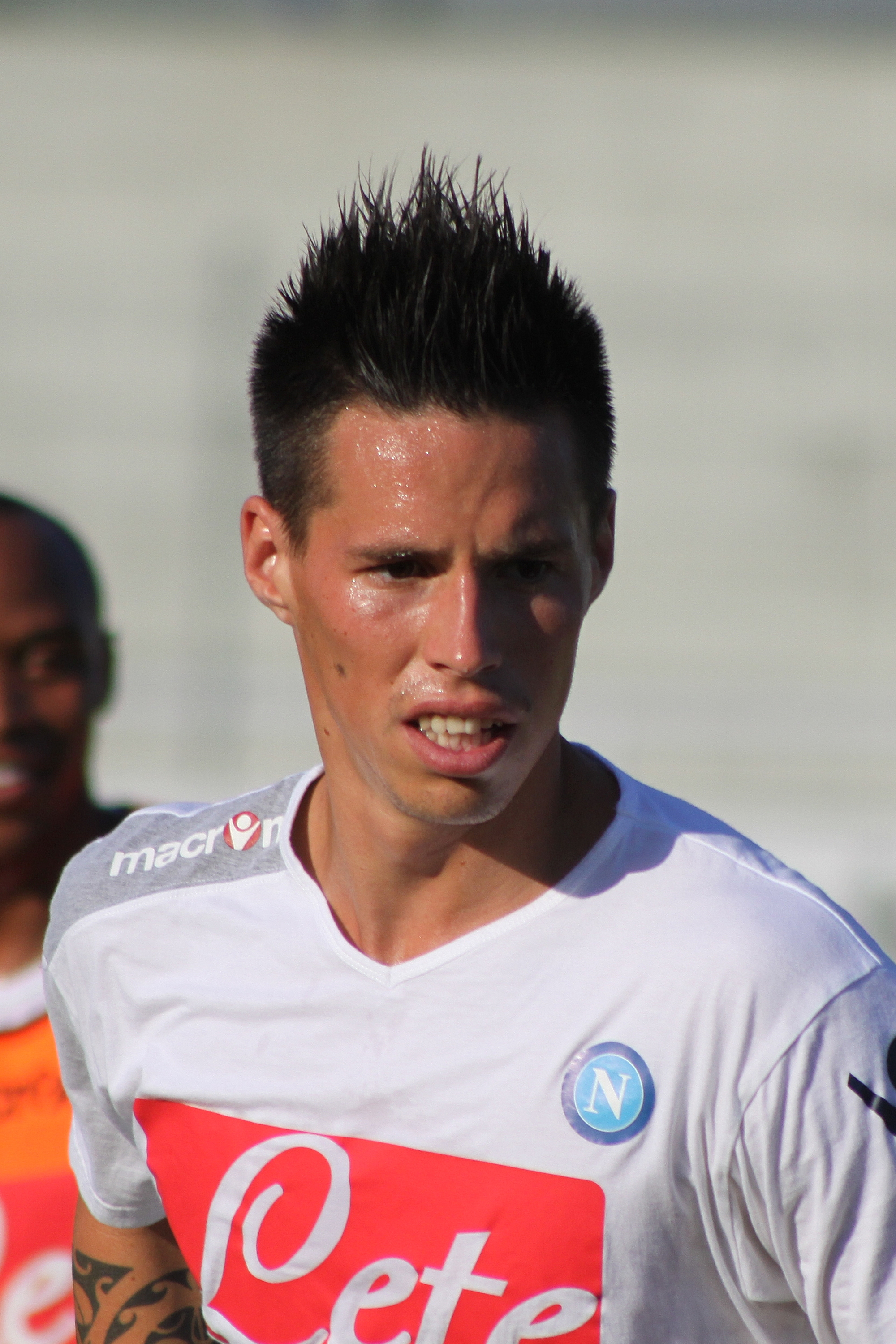
Marek Hamšík.

El 6 de octubre, Roberto Donadoni fue destituido como director técnico, debido a la consecución de malos resultados: sólo siete puntos en las 7 primeras jornadas de la temporada 2009/10. El 7 de octubre Walter Mazzarri fue nombrado nuevo entrenador del equipo. La nueva gestión técnica tuvo un debut exitoso ante el Bolonia; en la fecha siguiente los azzurri ganaron contra la Fiorentina en el Estadio Artemio Franchi, rompiendo un ayuno de victorias de visitante de un año exacto. Después de un empate por 2-2 en remontada contra el Milan en el San Paolo, el Napoli venció 3 a 2 contra la Juventus, 21 años después de la última victoria azul en Turín. El 8 de enero de 2010 llegó Andrea Dossena del Liverpool. Con la victoria de local conseguida frente a la Sampdoria, el club napolitano alcanzó los 33 puntos cerrando la primera vuelta en el tercer lugar. La primera derrota oficial llegó en los octavos de final de Copa de Italia contra la Juventus; sin embargo en este partido Mazzarri decidió poner en la cancha a un equipo alternativo, casi sin titulares. El 7 de febrero llegó la primera derrota en Serie A, en casa del Udinese; la racha de resultados favorables para el Napoli fue de 15 partidos (8 victorias y 7 empates). El 2 de mayo, ganándole al Chievo Verona, los partenopei se calificaron para la Europa League 2010-11 con dos fecha de antelación. El Napoli terminó su buena temporada en el sexto lugar con 59 puntos.
Para lograr una buena actuación tanto en la Liga como en las copas (UEFA Europa League y Copa Italia), Napoli cambia varios jugadores de la plantilla: Ficha a Edinson Cavani, José Sosa, Hassan Yebda, entre otros. También abandonan el equipo Quagliarella, Denis, Dátolo, Rinaudo y Zalayeta, entre otros tantos.
El equipo comienza de forma regular la temporada, empata los dos primeros partidos y consigue una victoria en el tercero. A pesar de perder 3-1 contra Chievo Verona, Napoli se recupera rápidamente y gana 4-1 el siguiente encuentro. Luego de este alentador resultado, Napoli gana el derby dell sole frente a la Roma por 2-0. Napoli termina la primera mitad en el segundo puesto, siendo lo más rescatable una victoria 3-0 frente a la Juventus y un 4-1 contra el Bologna.
En la Europa League supera fácilmente la primera ronda, venciendo 3-0 global al Elsborg. En la fase de grupos, Napoli termina 2°, empatando todos los partidos menos una derrota ante el Liverpool y una victoria sobre la hora en el último partido contra el Utrecht.
La segunda mitad de la temporada, el equipo quedó eliminado de la Copa Italia en cuartos de final contra el Inter en la tanda de penaltis (4-5). En cuanto a la UEFA Europa League, Napoli consiguió empatar 0-0 en el San Paolo frente al Villareal. Sin embargo, en el partido de vuelta en El Madrigal, Napoli cayó 2-1 a pesar de haber comenzado ganando con un gol de Marek Hamšík. Por último, en la liga terminó en el tercer puesto, por detrás del AC Milan que sería el campeón, y del Inter de Milán; lo que aseguró su participación en la Liga de Campeones 2011-12, por primera vez después de 21 años.
En la temporada 2011-2012, los azzurri, reforzados por las llegadas de İnler y Pandev, terminó en quinto lugar en la liga. Esta posición les impidió clasificar a la Liga de Campeones tras una derrota crucial contra el Bologna en la penúltima jornada. Sin embargo, su desempeño a nivel internacional fue notable: alcanzaron los octavos de final de la Liga de Campeones, donde eliminaron al Manchester City en la fase de grupos y solo cayeron ante el futuro campeón, el Chelsea. La temporada se destacó especialmente por la conquista de la Copa Italia, el cuarto título en la historia del club, 22 años después del último trofeo. Este fue el primer título bajo la presidencia de Aurelio De Laurentiis, tras la era de Maradona. En la final, disputada el 20 de mayo de 2012 en el Estadio Olímpico de Roma, se impusieron a la invicta Juventus, ganadora del Scudetto, por 2-0, con goles de Cavani y Hamšík.
En el campeonato siguiente, el Napoli luchó durante gran parte de la temporada por el Scudetto contra la Juventus, finalizando como subcampeón con 78 puntos. Este resultado les permitió clasificarse nuevamente para la Liga de Campeones, tras un año de ausencia. Los azzurri destacaron en el torneo, terminando con el mejor ataque, anotando un total de 73 goles, mientras que Edinson Cavani se coronó como el máximo goleador con 29 tantos. En la Copa Italia, a pesar de ser el vigente campeón, el Nápoles fue eliminado en octavos de final al perder 2-1 en casa contra el Bologna. Además, en la UEFA Europa League, los partenopei sufrieron una sorpresiva eliminación en octavos de final a manos del Viktoria Plzeň checo. Al finalizar la temporada, la relación con el entrenador Walter Mazzarri llegó a su fin tras cuatro años, ya que su contrato expiró y decidió unirse al Inter de Milán.

### Ciclo Benítez (2013-2015): La quinta Copa Italia y la segunda Supercopa Italiana
El club azzurro tomó una decisión importante al sustituir a Walter Mazzarri por el español Rafael Benítez. Durante este periodo de transición, el Nápoles vendió a Edinson Cavani al París Saint-Germain y realizó importantes incorporaciones del Real Madrid: los delanteros Gonzalo Higuaín y José María Callejón, así como el defensa Raúl Albiol; además de la incorporación de José Manuel Reina. También se destacó la llegada del belga Dries Mertens. En cuanto a la plantilla, Paolo Cannavaro, que estaba de baja, fue vendido durante el mercado de invierno, y Marek Hamšík asumió el papel de nuevo capitán. En la Liga de Campeones de la UEFA, el Nápoles fue eliminado en la fase de grupos a pesar de sumar 12 puntos, quedando por detrás del Arsenal y del Borussia Dortmund, debido a un triple empate con una desfavorable diferencia de goles. Sin embargo, lograron acceder a la fase eliminatoria de la Europa League, donde superaron al Swansea City en octavos de final, pero fueron eliminados por el Oporto en la siguiente ronda. En la liga, a pesar de un buen inicio, algunos tropiezos hicieron que los azzurri cayeran hasta la tercera plaza, por detrás de la Roma y la Juventus. Aun así, al final de la temporada, el equipo logró alzarse con la quinta Copa Italia de su historia, venciendo 3-1 a la Fiorentina en la final disputada el 3 de mayo en el Estadio Olímpico de Roma.
La temporada siguiente comenzó con la eliminatoria de la Liga de Campeones contra el Athletic Club. A pesar de esto, el equipo accedió a la Europa League. El 22 de diciembre, en Doha (Catar), el Nápoles conquistó por segunda vez la Supercopa de Italia, venciendo a la Juventus 6-5 en la tanda de penaltis, después de que el partido terminara 2-2 en la prórroga, con goles de Tévez para los bianconeri y un doblete de Higuaín para los napolitanos. El Nápoles, tras ser eliminado en la fase previa de la Liga de Campeones por el Athletic, avanzó a la Europa League, donde alcanzó las semifinales, un logro que no lograban en el continente desde hacía veintiséis años. Sin embargo, fueron eliminados por el FC Dnipró ucraniano. Al final de la temporada, la relación con el entrenador Benítez llegó a su fin, ya que su contrato expiró tras dos temporadas, y el director deportivo Riccardo Bigon también dejó el club después de seis años. El Nápoles concluyó la temporada en un decepcionante quinto lugar; una derrota por 2-4 ante la Lazio en la última jornada les impidió clasificarse para la fase previa de la Liga de Campeones, que sí logró el Lazio. No obstante, al final del año natural, el Nápoles fue reconocido como el tercer mejor club del mundo en 2015 por la IFFHS.

### Un Viaje de Altibajos: El Nápoles entre Sarri y Ancelotti
En el verano de 2015, el club napolitano confió en Maurizio Sarri como su nuevo entrenador. El 30 de noviembre, tras una victoria por 2-1 ante el Inter de Milán, Sarri llevó al Nápoles al primer puesto de la liga, algo que no ocurría desde hacía más de un cuarto de siglo. En enero de 2016, el equipo se coronó campeón de invierno, un título que no lograban desde la temporada 1989-1990, la del segundo Scudetto napolitano. Sin embargo, tras una derrota ante la Juventus en la vigésimo quinta jornada, el Nápoles cedió el liderato a los bianconeri, quienes se proclamaron campeones con nueve puntos de ventaja. A pesar de esto, Gonzalo Higuaín, con 36 goles, rompió el récord de tantos en una sola temporada en la Serie A, establecido por Gunnar Nordahl hace 66 años. El Nápoles terminó en segundo lugar con 82 puntos, superando por primera vez la barrera de los 80.
A pesar de la salida de Higuaín, vendido el verano siguiente a la Juventus por una cifra récord, el Nápoles continuó destacándose en el fútbol italiano. Impulsado por los goles de Dries Mertens, quien se había consolidado como un eficaz delantero en ausencia del lesionado Arkadiusz Milik, el equipo terminó la temporada 2016-2017 en tercera posición con 86 puntos, solo detrás de la Juventus y la Roma. Su desempeño en las copas también fue notable: alcanzaron las semifinales de la Copa Italia, donde fueron eliminados por la Juventus, y en la Liga de Campeones de la UEFA, tras terminar primeros de grupo, cayeron en octavos frente al Real Madrid, que eventualmente se coronaría campeón del torneo.
Para la temporada 2017-2018, el equipo se enfocó en el campeonato, confiando nuevamente en su consolidado grupo de veteranos. Tras una racha inicial de ocho victorias consecutivas, el Nápoles se colocó en el primer puesto en solitario en la séptima jornada, manteniendo el liderato hasta la decimocuarta, cuando una derrota en casa ante la Juventus (0-1, gol de Higuaín) permitió al Inter de Milán acercarse. Sin embargo, aprovechando el posterior descenso de los nerazzurri, los hombres de Sarri se proclamaron campeones de invierno con 48 puntos. Los azzurri continuaron su buena racha ganando los siete primeros partidos de la segunda vuelta, pero una derrota en casa contra la Roma (2-4) y un empate a domicilio con el Inter les costaron el liderato en la 28.ª jornada. A pesar de ello, el Nápoles recortó distancias al ganar el enfrentamiento directo en Turín (0-1, gol de Koulibaly en el minuto 90) en abril, dejando la diferencia en solo un punto a falta de cuatro jornadas. Sin embargo, dos tropiezos inesperados (una derrota ante la Fiorentina y un empate con el Torino) dieron la oportunidad a la Juventus para hacerse con el título. Los 91 puntos del Nápoles, que siguen siendo un récord en la Serie A para un equipo de segunda, resultaron insuficientes frente a los 95 puntos de los bianconeri, quienes se llevaron el campeonato.
Al final de la temporada, Sarri dejó el club para unirse al Chelsea y fue reemplazado por Carlo Ancelotti, quien llevó al equipo a finalizar en segunda posición, a 11 puntos del líder, en la temporada 2018-2019, asegurando su clasificación para la próxima edición de la Liga de Campeones de la UEFA. Esa temporada estuvo marcada por la salida en febrero de Marek Hamšík, el emblemático jugador de 32 años que se trasladó a la liga china. A pesar de ello, los partenopei se mantuvieron en la segunda posición sin mayores preocupaciones, aunque nunca pusieron en peligro la supremacía de la Juventus. En la Copa Italia, fueron eliminados en cuartos de final por el Milan, mientras que en la Liga de Campeones, a pesar de formar parte de un grupo complicado con Liverpool, París Saint-Germain y Estrella Roja, fueron relegados a la Europa League, donde cayeron en cuartos ante el Arsenal.

## Años 2020

### Entre crisis y éxitos
La temporada 2019-2020 fue un desafío para el equipo de Ancelotti, que experimentó un notable descenso en la liga y no logró ganar durante dos meses. A esta crisis de resultados se sumaron desacuerdos entre el presidente, el entrenador y los jugadores, lo que llevó a un motín dentro del equipo. Como resultado, en diciembre se destituyó al técnico, siendo reemplazado por Gennaro Gattuso. El nuevo entrenador, guio a los azzurri hacia la redención en la Copa Italia. Primero eliminaron al Perugia en octavos y luego al campeón defensor, la Lazio en cuartos. Tras la suspensión de la temporada debido a la pandemia de COVID-19, el equipo avanzó a semifinales, donde superó al Inter, con Dries Mertens marcando el gol que lo convirtió en el máximo goleador de la historia del Napoli. Finalmente, en la final, derrotaron a la Juventus en una tanda de penaltis, consiguiendo así su sexta copa nacional, seis años después de su último triunfo en este torneo. Sin embargo, en la Liga de Campeones alcanzaron los octavos de final, donde fueron eliminados por el Barcelona, y en la liga finalizaron en séptimo lugar.
La temporada siguiente resultó estar llena de altibajos para el equipo de Gattuso: debido a una serie de lesiones y jugadores positivos al COVID-19, los azzurri atravesaron un periodo de crisis. Aunque terminaron la fase de grupos de la Liga Europa en primera posición, sufrieron una sorprendente eliminación en octavos de final a manos del Granada y se despidieron de la Copa Italia en semifinales contra la Atalanta. Pese a recuperarse en los últimos meses, acabaron quintos en la liga, quedándose fuera de la Liga de Campeones por un solo punto debido a un empate en el último suspiro contra el Hellas Verona, Como resultado, Gattuso dejó el Nápoles, siendo reemplazado por Luciano Spalletti, exentrenador de Roma, Inter y Zenit de San Petersburgo.

### El tercerScudetto
La temporada 2021-2022 fue la última de Insigne con la camiseta azzurra y comenzó de manera prometedora para el Napoli, que ganó sus primeros ocho partidos, igualando su mejor arranque histórico. Sin embargo, tras este inicio, el equipo experimentó altibajos y se situó en la tercera posición al ecuador del campeonato, por detrás de los dos equipos milaneses. Su rendimiento en las copas también fue irregular: en la Copa Italia, fueron eliminados en octavos por la Fiorentina, que los derrotó 5-2 en la prórroga. En la Liga Europa, tras enfrentarse al Legia de Varsovia, al Spartak de Moscú y al Leicester City en la fase de grupos, acabaron segundos, lo que los llevó a jugar la ronda preliminar contra un Barcelona sin Messi, donde cayeron (1-1 en España y 4-2 en casa), consummando así su eliminación. En la lucha por el Scudetto, sufrieron derrotas ante Fiorentina y Empoli, pero lograron finalizar terceros, asegurando así su clasificación para la Liga de Campeones.
En la temporada siguiente, el Nápoles, bajo la dirección de Spalletti, vivió una de sus mejores campañas tras una década en la cima del fútbol italiano. En el verano de 2022, el club se despidió de jugadores clave como Insigne, Mertens, Koulibaly, Ospina y Fabián Ruiz, y realizó una renovación en la plantilla con las llegadas de Kvaratskhelia, Kim, Raspadori, Simeone y Olivera. Además, Di Lorenzo fue nombrado nuevo capitán del equipo. En la Liga de Campeones, el Napoli fue parte del Grupo A junto a Ajax, Liverpool y Rangers. Comenzaron la fase de grupos con un gran rendimiento, ganando sus primeros tres partidos: 4-1 contra Liverpool, 3-0 contra Rangers y 6-1 contra Ajax. Posteriormente, aseguraron su clasificación a octavos al vencer a Ajax 4-2 en casa. Cerraron la fase con otra victoria ante Rangers (3-0) y una derrota en Anfield (0-2), terminando primeros del grupo gracias a la diferencia de goles. En octavos, eliminaron al Eintracht Fráncfort con victorias de 2-0 y 3-0. El club alcanzó por primera vez los cuartos de final de la Liga de Campeones, donde se midieron con sus compatriotas del AC Milan. La eliminatoria se saldó con la eliminación de los partenopei, con un resultado global de 1-2. En la Copa Italia, cayeron en los octavos de final, siendo eliminados en casa por la Cremonese en los penaltis, después de que tanto el tiempo reglamentario como la prórroga acabaran en empate.
Sin embargo, la verdadera hazaña ocurrió en el campeonato, donde el equipo mantuvo una posición alta en la clasificación y finalmente ganó el Scudetto, su tercer título tricolor, tras 33 años de espera. La campaña comenzó con varias victorias contundentes, destacando el rendimiento de Kvaratskhelia, quien aportó tres goles y una asistencia. Tras dos empates, el equipo se recuperó con tres triunfos consecutivos, incluida una victoria sobre el AC Milan (1-2), posicionándose en la cima de la tabla junto al Atalanta. Con una impresionante racha de 11 victorias consecutivas y un contundente 5-1 contra la Juventus, el Napoli lideró en solitario, cerrando la primera mitad de la temporada con 50 puntos. Este récord lo convirtió en el tercer equipo en la era de los tres puntos en alcanzar esa cifra en el campeonato italiano, después del Inter de Milán en 2006-2007 y la Juventus en 2013-2014 y 2018-2019. La segunda parte de la temporada comenzó con fuerza, con cinco victorias consecutivas que ampliaron la ventaja a 18 puntos sobre el segundo clasificado. A pesar de una significativa derrota ante el AC Milan (0-4), el Napoli se recuperó rápidamente y, tras varias victorias clave, se consagró campeón de su tercer Scudetto el 4 de mayo de 2023.

### Cuarto Scudetto
El Napoli se coronó campeón de la Serie A por cuarta vez en su historia, alcanzando el título tras una temporada que combinó consistencia, aciertos tácticos y una plantilla renovada. Bajo la dirección de Antonio Conte, el equipo finalizó la liga con 82 puntos, superando al Inter de Milán por un solo punto en una definición que se resolvió en la última jornada. La victoria ante el Cagliari por 2-0, con goles de Scott McTominay y Romelu Lukaku, selló el título en el Estadio Diego Armando Maradona.
Este campeonato marcó el regreso del Napoli a la cima del fútbol italiano, dos años después de su tercer Scudetto en la temporada 2022–23. La ciudad de Nápoles celebró con entusiasmo, evocando los tiempos de gloria vividos durante la era de Diego Maradona.